# Ка ди Марзили (Болоња)
Ка ди Марзили је насеље у Италији у округу Болоња, региону Емилија-Ромања.
Према процени из 2011. у насељу је живело 39 становника. Насеље се налази на надморској висини од 611 м.